# Rhipsalis oblonga
Rhipsalis oblonga ist eine Pflanzenart in der Gattung Rhipsalis aus der Familie der Kakteengewächse (Cactaceae). Das Artepitheton oblonga stammt aus dem Lateinischen, bedeutet ‚länglich‘ und verweist auf die Form der Triebabschnitte der Art.

## Beschreibung
Rhipsalis oblonga wächst epiphytisch oder lithophytisch und strauchig mit halbaufrechten bis hängenden zweigestaltigen Trieben. Ihre dreikantigen oder geflügelten Haupttriebe sind meist zylindrisch oder gelegentlich abgeflacht. Die sehr dünnen Seitentriebe sind abgeflacht. Die Triebe sind hellgrün, 5 bis 9 Zentimeter lang und 3 bis 6 Zentimetern breit. Ihre Ränder sind wellig bis gelappt. Die eingesenkten, sehr kleinen Areolen tragen nach der Blütenbildung kleine Borsten.
Die gelblich weißen, radförmigen, einzelnen Blüten erscheinen seitlich und erreichen eine Länge von bis 1,2 Zentimetern. Die kugelförmigen Früchte sind rosarot bis weiß.

## Systematik, Verbreitung und Gefährdung
Rhipsalis oblonga ist in den brasilianischen Bundesstaaten Bahia, Espírito Santo, Rio de Janeiro und São Paulo verbreitet.
Die Erstbeschreibung wurde 1918 durch Albert Löfgren veröffentlicht. Ein taxonomisches Synonym ist Rhipsalis crispimarginata Loefgr. (1918).
Rhipsalis oblonga wurde in der Roten Liste gefährdeter Arten der IUCN von 2002 als „Near Threatened (NT)“, d. h. gering gefährdet, eingestuft. Nach der Überarbeitung der Liste 2013 wird die Art als „Vulnerable (VU)“, d. h. als gefährdet geführt.

## Nachweise